# Hans Carl Emil Carstensen
Hans Carl Emil Carstensen (Carl Carstensen) (19. januar 1837 – 17. januar 1922) var en dansk journalist og redaktør.
Født på Gammel Ryomgård, Randers amt, død i København, urne på Gentofte kgd. C. blev student 1856 fra Århus og tog 1864 statsvidenskabelig eksamen. 1860 begyndte han sin journalistiske virksomhed i Avertissementstidende og blev s.å. knyttet til Dagbladet; 1865-66 arbejdede han ved Berlingske Tidende, 1867-68 ved Dagstelegrafen, derefter ved det nyoprettede Dagens Nyheder, var dets redaktør sammen med R. Watt 1871-73 og derefter dets eneredaktør. Bladet stod yderst til højre i den københavnske presse, en fordel i disse år da de egentlig nationalliberale anskuelser tabte deres magt over borgerskabet, og proprietærsønnen havde let ved at støtte landstingsgodsejernes politik overbevisningstro og skarpt med front mod parlamentarisme og demokrati. Med sine udpræget nationale synspunkter havde han en særlig forkærlighed for J. F. Scavenius til hvem han stedse bevarede et nært forhold. Som journalistisk elev af C. St. A. Bille lagde han vægt på den skolede form og på en uskånsom polemik der en tid lang også gik ud over den gamle nationalliberalismes bladmænd og gjorde ham omtalt og frygtet. Personlig var han omgængelig og hensynsfuld, afholdt af sit personale og med gode repræsentative evner. Han fik ikke ringe indflydelse i højre og var 1885-90 formand for de konservative klubbers repræsentantskab, folketingskandidat i Lejre 1887 og 1890, i Frederikssund 1892. En moderne bladleders mangesidighed og villighed til afkald på en mere personlig og sindig livsførelse ejede han imidlertid ikke, og hans blad blev aldrig et indbringende foretagende. 1891 optoges det i den Ferslewske bladkreds, og 1896 fik C. til medredaktør L. Wiggers og blev samtidig medredaktør af Nationaltidende. Med forskellige medredaktører bevarede han stillingen til sin død, stadig virksom for bladenes politiske holdning og tilskyndende, rådende og rettende, men uden megen føling med den bladmæssige udvikling. Marts 1915 samlede han således medarbejderne til protest mod den journalistiske linje som var anlagt i Dagens Nyheder af dens nye redaktør Anker Kirkeby der måtte fratræde efter få ugers ansættelse. C. gjorde et betydeligt og frugtbart arbejde som Journalistforeningens formand 1893-1906 og nød stor anseelse i sin stand.

## Familie
Forældre: proprietær Thomas C. (1793-1869, gift 1. gang med Johanne Cathrine Kirstine Wiimh, 1790-1824) og Marie Christine Petersen (ca. 1805-72). Gift 6.12.1887 i Kbh. (Holmens) med inspektør ved Kbh.s telefonselskab, senere journalist, redaktør Johanne Caroline Vilhelmine (Mimi) Budde-Lund, f. Nielsen (gift 1. gang 1872 med købmand Carl (Charles) Frederik Budde-Lund, 1848-79), født 25.1.1852 på traktørstedet Constantia, Charlottenlund, død 13.5.1935 i Kbh., d. af restauratør Christian N. (1809-86) og Bergine Nyberg (1817-87).
Udnævnelser
R. 1894. DM. 1905.

## Ikonografi
Karikaturer af K. Gamborg 1886-89 og af Alfred Schmidt, 1886 (Fr. borg). Træsnit 1893 efter foto. Mal. af P. Mønsted, 1899. Relief af A. Bundgaard, 1905. Foto.